# 湖城 (南达科他州)
湖城（英語：Lake City），是美国南达科他州下属的一座城市。根据2010年美国人口普查，该市有人口51人。论人口在本州排行第276。